# 반중성미자
반중성미자(反中性微子, antineutrino)는 중성미자의 반입자다. 베타 붕괴시 발생한다. 중성미자와 같이 전기적으로 중성이고, 스핀은 ½이고, 렙톤이다. 중성미자와 같이, 반중성미자는 중력 및 약한 핵력을 통해서만 상호작용한다. 이로 말미암아 실험적으로 발견하기 어렵다. 반중성미자는 중성미자와 같이 미세한 질량을 가진다. 중성미자 진동으로 질량이 존재한다는 사실을 알지만, 베타 붕괴 실험에 따르면 그 질량은 극히 미미하다.
표준 모형에서는 중성미자와 반중성미자가 서로 다른 손지기를 지니므로 다른 입자다. 그러나 중성미자 진동으로 중성미자의 질량의 존재가 알려지면서, 표준 모형을 어떻게 확장하여야 할지 아직 실험적으로 확인되지 않았다. 이론적으로, 질량을 가진 중성미자는 디랙 입자이거나 마요라나 입자다. 전자(前者)의 경우 중성미자와 반중성미자는 서로 다르지만 후자의 경우 중성미자와 반중성미자는 같은 입자다. 만약 중성미자가 마요라나 입자라면, 중성미자 없는 이중 베타 붕괴 역시 가능하다. 이 과정을 관측하기 위한 몇몇 실험이 제안되었지만 아직 실험적으로 검증되지 않았다.

## 같이 보기
- 중성미자